# Agestrata dehaani
Agestrata dehaani es una especie de escarabajo del género Agestrata, familia Scarabaeidae. Fue descrita científicamente por Gory & Percheron en 1833.
Se distribuye por Indonesia y Malasia. La especie se mantiene activa durante los meses de enero, marzo, abril, mayo, septiembre y noviembre.